# Настан можеби последен
„Настан можеби последен” (срп. Догађај можда последњи) је југословенски и македонски ТВ филм из 1972. године. Режирао га је Вељо Личеноски а сценарио је написао Симон Дракул.

## Улоге
| Глумац               | Улога |
| -------------------- | ----- |
| Милица Стојанова     |       |
| Ацо Јовановски       |       |
| Александар Думов     |       |
| Елизабета Серафимова |       |
| Димитар Гешоски      |       |
| Шишман Ангеловски    |       |
| Стево Спасовски      |       |

Остале улоге ▼
| Глумац            | Улога |
| ----------------- | ----- |
| Ристо Стефановски |       |
| Раде Матић        |       |
| Томе Моловски     |       |
| Предраг Паневски  |       |